# Handelshus
Handelshus är ett fristående bolag som driver utrikeshandel i egen regi. Ofta åtnjuter handelshusen vissa privilegier, såsom ensamrätt att handla med en viss produkt i en viss region.

## Historiska handelshus i urval

### Stockholm
- Chr. Hebbe & söner, grundat omkring 1710
- Grill, 1716
- Bohman, Hassel & Görges, grundat på 1740-talet
- Jennings & Finlay, 1753
- Tottie & Arfwedson, 1771

### Visby
- Handelshuset Donner, grundat cirka 1746

### Göteborg
- John Hall & Co, grundat 1755
- Ekman & Co, 1802; alltjämt verksamt
- D. Carnegie & Co, 1803; i dag fastighetsbolag
- James Dickson & Co, 1816
- Elof Hansson, 1897
- Korab International AB, 1912